# Aoteadrillia otagoensis
Aoteadrillia otagoensis é uma espécie de gastrópode do gênero Aoteadrillia, pertencente a família Horaiclavidae.